# Giampietro Spagnolo
Giampietro Spagnolo (Castelnuovo del Garda, 20 ottobre 1949) è un ex calciatore italiano, di ruolo ala.

## Caratteristiche tecniche
Era un'ala destra di piccola statura.

## Carriera
Ha disputato sei campionati di Serie B, quattro con la Reggiana e due col Catania, totalizzando complessivamente 175 presenze e 43 reti. Per tre stagioni consecutive, dal 1971 al 1974, ha realizzato almeno 10 reti nel campionato cadetto.

## Palmarès
- Campionato italiano Serie C: 2

Reggiana: 1970-1971 (girone A)
Catania: 1974-1975 (girone C)